# Reserva arqueològica Los Menhires
La reserva arqueològica Los Menhires es troba a la localitat del Mollar, al departament Tafí del Valle, a la província de Tucumán, Argentina; a 107 km de la capital provincial San Miguel de Tucumán, si fa no fa en la posició 26° 59′ 24″ S, 65° 42′ 39″ O / 26.99000°S,65.71083°O 26° 59′ 24″ S, 65° 42′ 39″ O / 26.99000°S,65.71083°O.
Conté una prehistòrica manifestació cultural en territori argentí: els menhirs, enormes pedres de granit tallades i transportades fa 2.000 anys pels seus habitants. El Parc Provincial Los Menhires és als contraforts de la Vall de Tafí, enfront del diic La Angostura, a la rodalia de la localitat d'El Mollar i pràcticament sobre la ruta provincial 307. Aquest emplaçament amb un grau de protecció pràcticament nul fou el motiu pel qual desaparegueren molts menhirs que originàriament eren a la zona.

## Toponímia
La paraula menhir és d'origen celta i vol dir 'pedra llarga'. El terme és format per "men": 'pedra', i "hir": 'llarg'.

## Primers estudis
Tot i que hi ha alguns estudiosos que suggereixen que els primers menhirs els referencià Carl Hermann Conrad Burmeister el 1861, el primer estudi en fou el treball de camp de l'arqueòleg Juan Bautista Ambrosetti, titulat Els monuments megalítics de la vall de Tafí (Tucumán), publicat en 1897.
Al segle xx s'hi sumaren les recerques de Lafone Quevedo, Bruch, i Ricardo Jaimes Freyre. Se'n comptaren 114 menhirs.
L'any 1960 els investigadors González i Núñez Regueiro efectuaren recerques a la zona i estengueren l'estudi al conjunt d'elements arqueològics associats a aquests monòlits, i els dataren entre el 200 ae i el 800.
Aquests monuments eren símbols itifàl·lics que formaven part del culte a la fertilitat. Després de la cultura Tafí, els diaguita ("calchaquíes") de la cultura Santa Maria continuaren fent servir aquests menhirs, que ornaven amb plomes; els invasors espanyols els van anomenar «mochaderos».
Les mides màximes d'aquests menhirs són d'uns 5 m d'alçada, 1 m d'ample, i 4,5 t de pes. Les talles i el treball d'escultura apareixen en un sol pla del monòlit, i això suggereix que tenien una cara frontal, i reafirmen la presumpció de la seua utilitat com a element associat al culte.

## Trasllats
El primer trasllat registrat d'una d'aquestes peces ocorregué a finals del 1915, quan es va dur al llavors recentment inaugurat Parc 9 de Julio de la capital tucumana el menhir conegut com a "Ambrosetti", anomenat així en honor del seu descobridor. És un gran bloc amb rostre humà i cos de felí que romangué al parc fins a 1977.
Aquell any, el gran bloc tallat es traslladà novament a la vall. Igual que amb la resta dels menhirs dispersos, les autoritats del govern del Procés de Reorganització Nacional decidiren retirar-los de la instal·lació originària determinada per l'antiga cultura Tafí i reunir-los en un parc, la «Lloma de la Angostura», a 1.000 msnm, en l'accés a la localitat del Mollar des de la ruta, el qual s'anomenà «Parc Provincial Los Menhires». Amb aquesta decisió es pretenia preservar-los i custodiar-los.
Molts menhirs tenien el front gravat dirigit cap a l'est, orientació relacionada amb el culte al «déu Sol». Lamentablement, aquest detall no es tingué en compte en traslladar-los al Parc Los Menhires. Com els danys i robatoris en van continuar, en acabant es va decidir un nou trasllat a la localitat del Mollar, i se situaren en una finca que anomenaren «Reserva Arqueològica Los Menhires». Probablement els millors i més valuosos se'ls emportaren, il·legalment, a museus fora de l'Argentina.